# Argiràspides
Argiràspides (en grec antic Ἀργυράσπιδες, de ἂργυρος, "plata", i ὰσπίς, "escut"), eren un cos d'infanteria de l'exèrcit macedoni format per Alexandre el Gran quan va inicial l'expedició a l'Índia. Es deien així perquè portaven els escuts recoberts de làmines d'argent, aconseguit pel saqueig de Pèrsia. Eren tropes selectes dirigides per Nicànor, el fill de Parmenió. Després de la mort d'Alexandre van seguir Èumenes de Càrdia.
Tots eren soldats veterans, i encara que alguns ja havien depassat els seixanta anys, eren gairebé invencibles per la seva experiència i habilitat en les batalles. Però a la batalla de Gabiene van passar-se a les tropes d'Antígon el Borni, perquè aquest havia aconseguit apropiar-se de les seves famílies i dels seus botins de guerra recollits durant més de quaranta anys. Antígon els va retornar les seves possessions a canvi de què entreguessin Èumenes, al que va fer executar l'any 316 aC. Antígon el Borni aviat va llicenciar els soldats, pensant que eren massa turbulents i poc fiables. Primer els va enviar amb Sibirti, sàtrapa d'Aracòsia, a qui va donar l'ordre de que els utilitzés a les missions més perilloses en grups formats només per dos o tres homes, cosa que va fer que en morissin molts.
Sembla que els selèucides de Síria tenien també un cos amb el mateix nom al seu exèrcit. Titus Livi diu que formaven la cohort reial d'Antíoc III. L'emperador romà Alexandre Sever, que volia imitar Alexandre el Gran, va crear uns cossos especials de legionaris entrenats amb el nom d'argiraspidi i crisaspidi.